# SN 2010hm
SN 2010hm – supernowa typu II-P odkryta 2 września 2010 roku w galaktyce UGC 12687. W momencie odkrycia miała maksymalną jasność 18,90m.